# Jordi VII de Geòrgia
Jordi VII fou rei de Geòrgia del 1393 al 1407, fill gran i successor de Bagrat V. La seva mare era la princesa Elena de Trebisonda. El 1369 fou associat al tron.
El 1394 Tamerlà va tornar a Geòrgia. Aquesta vegada va entrar pel Samtskhé, pujà per l'Aragvi cap a Dariali. La població es va refugiar a fortaleses inaccessibles, i Tamerlan tot i les seves victòries parcials no va poder ocupar el pas del Dariali. Llavors el kan Toktamish de l'horda d'or va entrar a Transcaucàsia per Daruband i Tamerlà deixà la regió de l'Aragvi i va marxar contra ell. Derrotat i perseguit, Toktamish fou de nou derrotat greument per Tamerlà al riu Thergui. Llavors Tamerlà va decidir una expedició a l'Índia, i això ho va aprofitar Jordi per expulsar les guarnicions tamerlànides que havien quedat al país i a l'Azerbaidjan.
Del 1399 al 1403 Tamerlà va efectuar cinc expedicions a Geòrgia. Totes les províncies van ser saquejades i assolades però no va aconseguir sotmetre el país i el rei. Finalment el 1403 es va signar la pau i va acceptar la sobirania de Tamerlà.
Llavors les tribus turcmanes establertes prop del país van començar a fer incursions pel seu compte. El rei els va combatre però va morir en un combat contra el tàrtars nòmades de Samkhètia lliurat a Nakhiduri el 1407. El va succeir el seu germà Constantí I.